# Torneo Regional del Noroeste 2000
El Torneo Regional del Noroeste 2000 fue la segunda edición de la competición regional de rugby del noroeste Argentino. Con clubes de la Unión de Rugby de Tucumán, Jujuy, Salta y Santiago del Estero en 3 categorías.
Tucumán Rugby se consagró campeón del regional del NOA por primera vez en su historia al vencer a Huirapuca en la final por 31 a 16. Tucumán Rugby ganó todos sus partidos en el certamen.

## Forma de disputa
Se jugó una primera fase, dividida en dos zonas a dos ruedas todos contra todos, entre 18 equipos donde los primeros 2 primeros de cada zona clasificaron a la fase final.

## Equipos
| Unión                      | Equipo                  | Ciudad                |
| -------------------------- | ----------------------- | --------------------- |
| Unión de Rugby de Tucumán  | Cardenales              | San Miguel de Tucumán |
| Unión de Rugby de Tucumán  | Universitario           | San Miguel de Tucumán |
| Unión de Rugby de Tucumán  | Huirapuca               | Concepción            |
| Unión de Rugby de Tucumán  | Jockey Club             | Yerba Buena           |
| Unión de Rugby de Tucumán  | Tarcos                  | San Miguel de Tucumán |
| Unión de Rugby de Tucumán  | Natación y Gimnasia     | San Miguel de Tucumán |
| Unión de Rugby de Tucumán  | Lawn Tennis             | San Miguel de Tucumán |
| Unión de Rugby de Tucumán  | Bajo Hondo              | San Miguel de Tucumán |
| Unión de Rugby de Tucumán  | Corsarios               | Tafí Viejo            |
| Unión de Rugby de Tucumán  | Tucumán Rugby           | Yerba Buena           |
| Unión de Rugby de Tucumán  | Lince                   | San Miguel de Tucumán |
| Unión de Rugby de Salta    | Gimnasia y Tiro         | Salta                 |
| Unión de Rugby de Salta    | Jockey Club             | Salta                 |
| Unión de Rugby de Salta    | Universitario           | Salta                 |
| Unión de Rugby de Salta    | Tiro Federal            | Salta                 |
| Unión Santiagueña de Rugby | Old Lions               | Santiago del Estero   |
| Unión Santiagueña de Rugby | Jockey Club de Santiago | Santiago del Estero   |
| Unión Santiagueña de Rugby | Santiago Lawn Tennis    | Santiago del Estero   |

### Distribución geográfica de los equipos
| Jurisdicción                     | Cant. | Equipos |
| -------------------------------- | ----- | --- |
| Provincia de Tucumán             | 11    | Universitario, Lawn Tennis, Los Tarcos,Tucuman Rugby, Huirapuca, Cardenales, Lince, Natación y Gimnasia, Jockey Club Corsarios y Bajo Hondo |
| Provincia de Salta               | 4     | Jockey Club, Universitario, Gimnasia y Tiro y Tiro Federal                                                                                  |
| Provincia de Santiago del Estero | 3     | Old Lions, Santiago Lawn Tennis y Jockey Club de Santiago                                                                                   |

## Primera fase

### Zona A
| Pos. | Equipo                 | Encuentros | Encuentros | Encuentros | Encuentros |
| Pos. | Equipo                 | PJ         | PG         | PE         | PP         |
| ---- | ---------------------- | ---------- | ---------- | ---------- | ---------- |
| 1.º  | Tucuman Rugby          | 16         | 16         | 0          | 0          |
| 2.º  | Huirapuca              | 16         | 14         | 0          | 2          |
| 3.º  | Lawn Tennis            | 16         | 11         | 0          | 5          |
| 4.º  | Cardenales             | 16         | 9          | 0          | 7          |
| 5.º  | Santiago Lawn Tennis   | 16         | 7          | 1          | 8          |
| 6.º  | Jockey Club de Tucumán | 16         | 5          | 1          | 10         |
| 7.º  | Gimnasia y Tiro        | 16         | 4          | 1          | 11         |
| 8.º  | Jockey Club de Salta   | 16         | 2          | 1          | 13         |
| 9.º  | Bajo Hondo             | 16         | 2          | 0          | 14         |

|  | Clasificados a la fase final |

### Zona B
| Pos. | Equipo                  | Encuentros | Encuentros | Encuentros | Encuentros |
| Pos. | Equipo                  | PJ         | PG         | PE         | PP         |
| ---- | ----------------------- | ---------- | ---------- | ---------- | ---------- |
| 1.º  | Universitario (T)       | 16         | 15         | 0          | 1          |
| 2.º  | Natación y Gimnasia     | 16         | 12         | 1          | 3          |
| 3.º  | Tarcos                  | 16         | 11         | 0          | 5          |
| 4.º  | Universitario (S)       | 16         | 10         | 1          | 5          |
| 5.º  | Lince                   | 16         | 9          | 2          | 5          |
| 6.º  | Corsarios               | 16         | 4          | 1          | 11         |
| 7.º  | Tiro Federal            | 16         | 4          | 1          | 11         |
| 8.º  | Old Lions               | 16         | 3          | 0          | 13         |
| 9.º  | Jockey Club de Santiago | 16         | 1          | 0          | 15         |

|  | Clasificados a la fase final |

## Fase final
|  | Semifinal           | Semifinal           | Semifinal           |           |               | Final               | Final               | Final               |  |
|  | 30 de julio de 2000 | 30 de julio de 2000 | 30 de julio de 2000 |           |               | 6 de agosto de 2000 | 6 de agosto de 2000 | 6 de agosto de 2000 |  |
|  |                     |                     |                     |           |               |                     |                     |                     |  |
|  |                     |                     |                     |           |               |                     |                     |                     |  |
|  | 1                   | Tucumán Rugby       | 37                  |           |               |                     |                     |                     |  |
|  | 1                   | Tucumán Rugby       | 37                  |           |               |                     |                     |                     |  |
|  | 4                   | Natación y Gimnasia | 22                  |           |               |                     |                     |                     |  |
|  | 4                   | Natación y Gimnasia | 22                  |           | Tucumán Rugby | Tucumán Rugby       | 31                  |                     |  |
|  |                     |                     |                     |           | Tucumán Rugby | Tucumán Rugby       | 31                  |                     |  |
|  |                     |                     | Huirapuca           | Huirapuca | 16            |                     |                     |                     |  |
|  | 3                   | Universitario (T)   | Huirapuca           | Huirapuca | 16            | 20                  |                     |                     |  |
|  | 3                   | Universitario (T)   |                     |           |               | 20                  |                     |                     |  |
|  | 2                   | Huirapuca           | 29                  |           |               |                     |                     |                     |  |
|  | 2                   | Huirapuca           | 29                  |           |               |                     |                     |                     |  |
|  |                     |                     |                     |           |               |                     |                     |                     |  |

| Campeón Tucumán Rugby |